# Simo Vilic
Simo Vilic (fallecido el 14 de enero de 1992 en Novi Sad, Serbia) fue un director técnico yugoslavo.  
Se desempeñó como entrenador en clubes de Colombia, Ecuador, Guatemala y Perú en los años 70, 80 y principios de los 90. 
En 1989, se consagró campeón dirigiendo a Unión Huaral en el Campeonato Descentralizado (Primera División de Perú). El equipo dirigido por Mocciola estuvo integrado por Ernesto Aguirre y Jorge Cordero, entre otros. La muerte lo sorprendió cuando estaba de vacaciones en su país en el verano de 1992.

## Clubes como entrenador
| Club                   | País       | Año       | PD  | PG | PE | PP |
| ---------------------- | ---------- | --------- | --- | -- | -- | -- |
| América de Cali        | Colombia   | 1970      | 26  | 9  | 11 | 6  |
| Unión Magdalena        | Colombia   | 1972      | 24  | 4  | 10 | 10 |
| América de Cali        | Colombia   | 1973-1975 | 107 | 39 | 29 | 39 |
| El Nacional            | Ecuador    | 1979      | -   | -  | -  | -  |
| Comunicaciones         | Guatemala  | 1980-1981 | -   | -  | -  | -  |
| Independiente Santa Fe | Colombia   | 1982      | 26  | 11 | 4  | 11 |
| RFK Novi Sad 1921      | Yugoslavia | 1983      | -   | -  | -  | -  |
| Liga de Quito          | Ecuador    | 1988-1989 | 44  | 24 | 11 | 9  |
| Unión Huaral           | Perú       | 1989-1990 | 50  | 20 | 21 | 9  |
| Alianza Lima           | Perú       | 1991      | 16  | 6  | 7  | 3  |